# کد سیاه
کد سیاه (انگلیسی: Code Black) یک مجموعه تلویزیونی آمریکایی درام پزشکی است که در ۳۰ سپتامبر ۲۰۱۵ به نمایش درآمد. این مجموعه تلویزیونی در یک اتاق اورژانس شلوغ در لس آنجلس، کالیفرنیا، و براساس یک مستند از سوی ریان پیرس  ساخته شده‌است. این مجموعه تلویزیونی در سه فصل ارائه شده‌است. در ۲۴ مه سال ۲۰۱۸، سی‌بی‌اس این مجموعه را بعد از سه فصل لغو کرد.